# Prosopocera pseudomaculosa
Prosopocera pseudomaculosa är en skalbaggsart som beskrevs av Stefan von Breuning 1959. Prosopocera pseudomaculosa ingår i släktet Prosopocera och familjen långhorningar. Inga underarter finns listade i Catalogue of Life.